# روجر غوستافسون
روجر غوستافسون (بالسويدية: Roger Gustafsson)‏ (29 فبراير 1952 غوتنبرغ السويد - ) هو لاعب كرة قدم سويدي، يلعب كمدافع.